# Cauê Campos
Carlos Evandro Paschoal Campos, mais conhecido como Cauê Campos (São Gonçalo, 19 de fevereiro de 2002) é um ator brasileiro conhecido por interpretar Capim da série Detetives do Prédio Azul, Basílio da novela Garota do Momento e Elias da novela Lado a Lado.

## Carreira

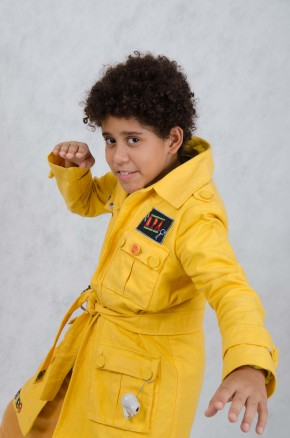
Cauê em 2012 como Capim, da série Detetives do Prédio Azul.

Filho de Maria de Fátima Paschoal e de Alcir Campos, e irmão do também ator Cadu Paschoal, Cauê começou a atuar na televisão na novela Avenida Brasil, depois teve sua primeira atuação no cinema no longa Totalmente Inocentes.
Na novela Lado a Lado, interpretou o personagem Elias, filho da protagonista Isabel, interpretada por Camila Pitanga; na trama, Elias, cujo nome verdadeiro era Afonso em homenagem ao avô (Milton Gonçalves), era sequestrado por Berenice (Sheron Menezzes) ao nascer a mando de sua avó paterna, a vilã Constância (Patrícia Pillar), e criado pela sua irmã, Zenaide (Ana Carbatti), enquanto Isabel acreditava que ele havia nascido morto.
Em 2014 Cauê fez uma participação no seriado A Grande Família junto com Roberta Rodrigues.
Cauê ganhou destaque como Capim, um dos protagonistas, juntamente com Mila (Letícia Pedro) e Tom (Caio Manhente), da série infantil Detetives do Prédio Azul do canal pago Gloob. O trio permaneceu até 2014, deixando a série na sexta temporada. Cauê posteriormente reprisaria o papel em 2017 no longa baseado na série.
Em 2015 faz parte do elenco da novela Babilônia como Carlinhos.
Em 2019 atuou na novela O Sétimo Guardião como o personagem Feijão. Após trabalhos em streamings, integrou em 2022 o elenco de Pantanal como Beto, um dos filhos do vilão Tenório (Murilo Benício) com Zuleika (Aline Borges).
Em 2024, participou da segunda temporada da série Os Outros como Kevin. Em novembro do mesmo ano, passou a ser visto na novela Garota do Momento como o ambicioso Basílio, amigo de Beatriz (Duda Santos) que se alia à família Alencar.

## Filmografia

### Televisão
| Ano     | Título                   | Personagem                              | Notas                          | Ref.  |
| ------- | ------------------------ | --------------------------------------- | ------------------------------ | ----- |
| 2012    | Avenida Brasil           | Evaldo de Almeida (Valdo) (criança)     |                                |       |
| 2012—16 | Detetives do Prédio Azul | Cícero Capim (Capim)                    | Temporadas 1–7                 | [ 7 ] |
| 2012    | Lado a Lado              | Afonso Nascimento Neto / Elias          |                                | [ 8 ] |
| 2014    | A Grande Família         | João                                    | Episódio: "40 Anos Essa Noite" | [ 3 ] |
| 2015    | Babilônia                | José Carlos Toledo de Jesus (Carlinhos) |                                | [ 5 ] |
| 2015    | Totalmente Demais        | Anthony de Castro (Bola)                |                                |       |
| 2018    | O Sétimo Guardião        | Arnaldo Alvares (Feijão)                |                                |       |
| 2021    | 5x Comédia               | Cauã                                    | Episódio: "Sexo Online"        |       |
| 2021    | Desjuntados              | Junior                                  |                                |       |
| 2022    | As Seguidoras            | Marcel                                  |                                |       |
| 2022    | Pantanal                 | Roberto Gonçalves Santos (Beto)         |                                |       |
| 2023    | B.O.                     | Kauã Wifi                               |                                |       |
| 2024    | Os Outros                | Kevin                                   |                                |       |
| 2024—25 | Garota do Momento        | Basílio Oliveira                        |                                | [ 6 ] |

### Cinema
| Ano  | Título                                   | Personagem             | Ref.  |
| ---- | ---------------------------------------- | ---------------------- | ----- |
| 2012 | Totalmente Inocentes                     | Torrado                |       |
| 2013 | Minha Mãe É uma Peça                     | Fabinho                |       |
| 2013 | Meu Passado Me Condena                   | Cabeça (criança)       |       |
| 2017 | D.P.A - O Filme                          | Cícero Capim (Capim)   |       |
| 2022 | Vai Dar Nada                             | Kelson                 |       |
| 2025 | Precisamos Falar                         | Jefferson              | [ 9 ] |
| 2025 | Todo Mundo (Ainda) Tem Problemas Sexuais | Pedro Couto (Coutinho) |       |

## Prêmios e indicações
| Ano  | Prêmio                | Categoria             | Indicação         | Resultado |
| ---- | --------------------- | --------------------- | ----------------- | --------- |
| 2013 | Prêmio Contigo! de TV | Melhor Ator Infantil  | Lado a Lado       | Indicado  |
| 2025 | SEC Awards            | Melhor Ator em Novela | Garota do Momento | Pendente  |